# Коломбье (Алье)
Коломбье́ (фр. Colombier) — коммуна во Франции, находится в регионе Овернь. Департамент коммуны — Алье. Входит в состав кантона Коммантри. Округ коммуны — Монлюсон.
Код INSEE коммуны — 03081.

## Население
Население коммуны на 2008 год составляло 311 человек.
| 1962 | 1968 | 1975 | 1982 | 1990 | 1999 | 2008 |
| ---- | ---- | ---- | ---- | ---- | ---- | ---- |
| 412  | 436  | 361  | 346  | 331  | 312  | 311  |

## Экономика

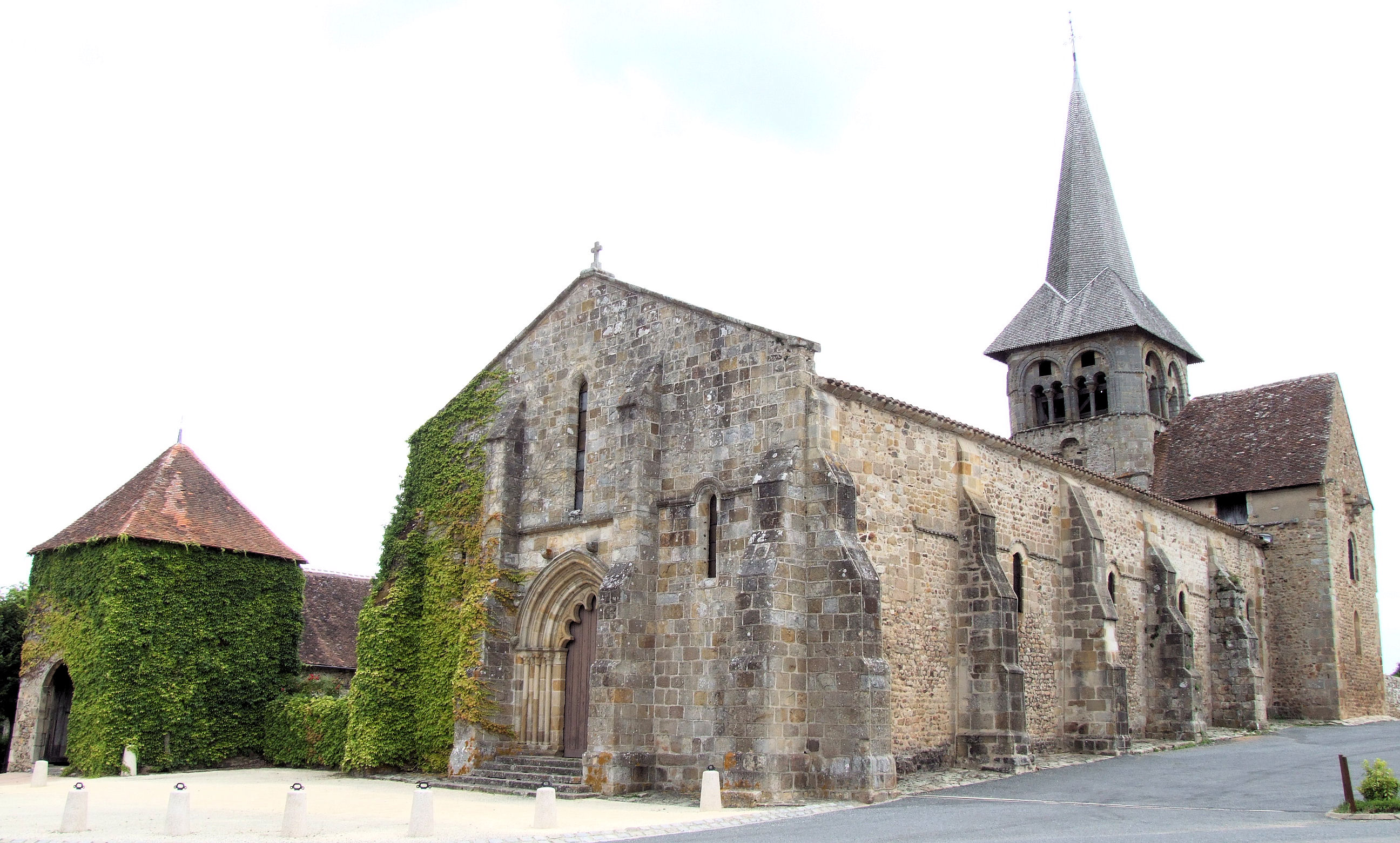
Церковь Сен-Патрокл

В 2007 году среди 202 человек в трудоспособном возрасте (15—64 лет) 128 были экономически активными, 74 — неактивными (показатель активности — 63,4 %, в 1999 году было 61,8 %). Из 128 активных работали 123 человека (68 мужчин и 55 женщин), безработных было 5 (2 мужчин и 3 женщины). Среди 74 неактивных 13 человек были учениками или студентами, 31 — пенсионерами, 30 были неактивными по другим причинам.

## Достопримечательности
- Церковь св. Патрокла
- Монастырь св. Патрокла, построенный в XII веке рядом с церковью
- Фонтан св. Патрокла (X—XII веков)